# Аксу (река, впадает в Балхаш)
Аксу́ — небольшая маловодная река в северной части Алматинской области Аксуского района Республики Казахстан. Длина около 316 км, площадь бассейна составляет порядка 5040 км². В переводе с казахского языка название реки означает «белая вода».
Питание ледниковое, снеговое, дождевое и подземное. Берёт начало в ледниках Джунгарского Алатау высоте 3700-3800 метров над уровнем моря, далее течёт на северо-восток. При выходе из гор принимает равнинный характер, протекает по пескам Жалкум и Люккум Балхаш-Алакольской котловине, не получая притоков, но разветвляясь на теряющиеся в песках рукава, вокруг которых пролегают зелёные ленты оазисов.
Далее воды реки разбираются на орошение полей и хоз. нужды. Однако в 20 км ниже по течению Аксу принимает свой главный приток — Сарканд и вновь наполняется. Впадает в залив Кукан озера Балхаш.
Недалеко в озеро впадает также и река Лепсы.
Дельта Аксу заболочена. Половодье наблюдается с апреля по август, максимальный сток происходит в мае — июне. Среднегодовой расход воды у райцентра Аксуского района Алматинской области, села Жансугуров, составляет порядка 11,2 м³/с.
Воды Аксу отличаются высоким содержанием гидрокарбонатов и повышенной натриево-кальциевая с минерализацией с концентрацией около 450 мг/л. В бассейне часто меняющей русло реки расположено много мелких озёр-стариц, паводковых водоёмов, а также ГЭС и водохранилища общей площадью 33,1 км², которые регулируют сток реки. Паводки часто стихийны и довольно разрушительны.
В дельте реки расположено крупное оз. Калганколь площадью около 8,6 км².
В среднем течении реки расположена ж/д станция Матай.